# Cremnops haematodes
Cremnops haematodes är en stekelart som först beskrevs av Brulle 1846.  Cremnops haematodes ingår i släktet Cremnops och familjen bracksteklar. Inga underarter finns listade i Catalogue of Life.